# Judy Davis
Judy Davis (Perth, Austràlia Occidental, 23 d'abril de 1955) és una actriu australiana. La seva filmografia principal inclou títols com Passatge a l'Índia (1984), Alice (1990), Barton Fink (1991), Naked Lunch (1991), Marits i mullers (1992), Blood and wine, laberint criminal (1996), Desmuntant Harry (1997), Absolute Power (1997), Celebrity (1998), The Break-Up (2006), Maria Antonieta (2006) i A Roma amb amor (2012). També ha treballat en diverses sèrires de televisió i en obres teatrals.

## Biografia
Judy Davis va rebre una educació catòlica estricta, estudiant en el convent de Loreto. És diplomada del Nacional Institute of Dramatic Art (NIDA) l'any 1977. Es va casar l'any 1984 amb l'actor Colin Friels, que el va conèixer quan estudiava al NIDA. Tenen dos fills: Jack i Charlotte.
Després d'un petit paper a High Rolling d'Igor Auzins, produït per Tim Burstall (1977), comença realment la seva carrera al cinema interpretant el paper de Sybylla Melvyn al film La meva brillant carrera de Gillian Armstrong, el 1979, paper pel qual va aconseguir el BAFTA a la millor actriu l'any 1981.
A continuació apareix a Winter of Our Dreams (1981) de John Duigan i Heatwave de Phillip Noyce (1982).
La seva carrera internacional s'enlaira l'any 1981 quan interpreta el paper de Golda Meïr de jove, a Una dona nomenada Golda; el paper de Golda Meïr va ser interpretat per Ingrid Bergman. Després farà de terrorista al film britànic Who Dares Wins d'Ian Sharp (1982).
El 1984, és escollida per ser Adela Quested al film de David Lean Passatge a l'Índia (A Passage to India), adaptació de la novel·la homònima de Edward Morgan Forster, paper pel qual va obtenir una nominació per l'Oscar a la millor actriu l'any 1984.
Torna al cinema australià pels seus dos films següents Kangaroo de Tim Burstall (1987), en el qual és l'esposa d'un escriptor d'origen alemany i High Tide de Gillian Armstrong (1987), on interpreta una mare qui intenta relacionar-se amb la seva filla adolescent que ha estat educada per l'àvia paterna. Va ser premiada per l'Australian Academy of Cinema and Television Arts Award a la millor actriu pels dos papers.
El 1990, va fer un petit paper a Alice de Woody Allen. I va rodar de nou amb ell l'any 1992 a Marits i mullers, on tenia un dels papers principals.
Va ser membre del jurat de llargmetratges, en el Festival de Canes 1993.
En 2014 va ser en l'audició de la nova temporada de la sèrie estatunidenca 24 Hores Chrono però abandona la sèrie abans fins i tot del començament del rodatge, per raons personals. Va ser reemplaçada per Michelle Fairley

## Filmografia principal
| Any  | Títol                                                | Paper                                              |
| ---- | ---------------------------------------------------- | -------------------------------------------------- |
| 1977 | High Rolling                                         | Lynn                                               |
| 1979 | My Brilliant Career                                  | Sybylla Melvyn                                     |
| 1981 | Hoodwink                                             | Sarah                                              |
| 1981 | Winter of Our Dreams                                 | Lou                                                |
| 1982 | Who Dares Wins                                       | Frankie Leith                                      |
| 1983 | Heatwave                                             | Kate Dean                                          |
| 1984 | Passatge a l'Índia (A Passage to India)              | Adela Quested                                      |
| 1986 | Kangaroo                                             | Harriet Somers                                     |
| 1987 | High Tide                                            | Lilli                                              |
| 1988 | Georgia                                              | Nina Bailley/Georgia White                         |
| 1990 | Alice                                                | Vicki                                              |
| 1991 | Barton Fink                                          | Audrey Taylor                                      |
| 1991 | Impromptu                                            | George Sand                                        |
| 1991 | Where Angels Fear to Tread                           | Harriet Harriton                                   |
| 1991 | Naked Lunch                                          | Joan Lee/Joan Frost                                |
| 1992 | On My Own                                            | La mare                                            |
| 1992 | Marits i mullers (Husbands and Wives)                | Sally                                              |
| 1993 | Dark Blood                                           | Buffy                                              |
| 1994 | The Ref                                              | Caroline Chausser                                  |
| 1994 | The New Age                                          | Katherine Witner                                   |
| 1995 | Serving in Silence: The Margarethe Cammermeyer Story | Diane                                              |
| 1996 | Children of the Revolution                           | Joan Fraser                                        |
| 1997 | Desmuntant Harry (Deconstructing Harry)              | Lucy                                               |
| 1997 | Poder absolut                                        | Gloria Russell                                     |
| 1997 | Blood and wine, laberint criminal (Blood and Wine)   | Suzanne Gates                                      |
| 1998 | Celebrity                                            | Robin Simon                                        |
| 2001 | The Man Who Sued God                                 | Anna Redmond                                       |
| 2001 | Gaudi Afternoon                                      | Cassandra Reilly                                   |
| 2003 | Swimming Upstream                                    | Daura Fingleton                                    |
| 2006 | The Break-Up                                         | Marilyn Dean                                       |
| 2006 | Maria Antonieta (Marie-Antoinette)                   | Anne-Claude-Louise d'Arpajon, comtessa de Noailles |
| 2012 | A Roma amb amor (To Rome with Love)                  | Phyllis                                            |

## Premis i nominacions

### Premis
- 1981: BAFTA a la millor actriu per My Brilliant Career
- 1992: Globus d'Or a la millor actriu en minisèrie o telefilm per One Against the Wind
- 1995: Primetime Emmy a la millor actriu secundària en minisèrie o especial per Serving in Silence: The Margarethe Cammermeyer Story
- 2001: Primetime Emmy a la millor actriu en minisèrie o telefilm per Life with Judy Garland: Me and My Shadows
- 2002: Globus d'Or a la millor actriu en minisèrie o telefilm per Life with Judy Garland: Me and My Shadows
- 2007: Primetime Emmy a la millor actriu secundària en minisèrie o telefilm per The Starter Wife

### Nominacions
- 1982: Primetime Emmy a la millor actriu secundària en minisèrie o especial per A Woman Called Golda
- 1985: Oscar a la millor actriu per Passatge a l'Índia
- 1992: Primetime Emmy a la millor actriu en minisèrie o especial per One Against the Wind
- 1993: Oscar a la millor actriu secundària per Marits i mullers
- 1993: Globus d'Or a la millor actriu secundària per Marits i mullers
- 1993: BAFTA a la millor actriu per Marits i mullers
- 1996: Globus d'Or a la millor actriu secundària en sèrie, minisèrie o telefilm per Serving in Silence: The Margarethe Cammermeyer Story
- 1998: Primetime Emmy a la millor actriu en minisèrie o telefilm per The Echo of Thunder
- 1999: Primetime Emmy a la millor actriu en minisèrie o telefilm per Dash and Lilly
- 2000: Globus d'Or a la millor actriu en minisèrie o telefilm per Dash and Lilly
- 2000: Primetime Emmy a la millor actriu en minisèrie o telefilm per A Cooler Climate
- 2004: Globus d'Or a la millor actriu en minisèrie o telefilm per The Reagans
- 2004: Primetime Emmy a la millor actriu en minisèrie o telefilm per The Reagans
- 2006: Primetime Emmy a la millor actriu en minisèrie o telefilm per A Little Thing Called Murder
- 2012: Primetime Emmy a la millor actriu secundària en minisèrie o telefilm per Page Eight